# Joseph Gatt
Joseph Gatt (Londra, 3 dicembre 1971) è un attore britannico.

## Biografia
Gatt è nato e cresciuto a Kensington, Londra, da genitori maltesi. Si è diplomato alla Mountview Academy of Theatre Arts.
Quando Joseph era un adolescente ha scoperto di essere affetto da daltonismo; ciò ha impedito di realizzare il suo sogno di far parte della RAF e di diventare un pilota di caccia. Lo stress dovuto a questa notizia è stato forse l'innesco per la sua alopecia universalis. Questa condizione medica rara causò la perdita di tutti i capelli di Joseph all'età di 14 anni. 
Joseph ha iniziato la sua formazione professionale presso la Sylvia Young Theatre School. Si è poi laureato alla Mountview Academy of Theatre Arts.

## Filmografia

### Cinema
- Orpheus & Eurydice, regia di Paul Pissanos (2000)
- Pulse, regia di Jim Sonzero (2006)
- Killing Ariel, regia di Fred Calvert e David J. Negron Jr. (2006)
- Thor, regia di Kenneth Branagh (2011)
- Into Darkness - Star Trek (Star Trek Into Darknes), regia di J. J. Abrams (2013)
- The Most Dangerous Game, regia di Steven Lamorte (2015)
- Dumbo, regia di Tim Burton (2019)
- Black Adam, regia di Jaume Collet-Serra (2022)

### Televisione
- Metropolitan Police (The Bill) – serie TV, episodio 15x19 (1999)
- The Dark Path Chronicles – serie TV, 7 episodi (2008)
- Easy to Assemble – serie TV, episodi 3x01-3x09-3x12 (2011)
- Chuck – serie TV, episodio 5x06 (2011)
- Breaking In – serie TV, episodio 2x13 (2012)
- Banshee - La città del male (Banshee) – serie TV, 5 episodi (2013-2016)
- Il Trono di Spade (Game of Thrones) – serie TV, episodi 4x01-4x03-4x09 (2014)
- Teen Wolf – serie TV, episodi 4x03-4x04-4x08 (2014)
- Non si gioca con morte (Finders Keepers), regia di Alexander Yellen – film TV (2014)
- The 100 – serie TV, episodi 1x12-1x13-2x01 (2014)
- Ray Donovan – serie TV, episodio 3x02 (2015)
- True Detective – serie TV, episodio 2x06 (2015)
- Strike Back – serie TV, episodio 5x10 (2015)
- Stan Lee's Lucky Man – serie TV, 7 episodi (2016)
- Second Chance – serie TV, episodio 1x06 (2016)
- Dal tramonto all'alba - La serie (From Dusk till Dawn: The Series) – serie TV, episodio 3x01 (2016)
- Z Nation – serie TV, 6 episodi (2016)
- NCIS: New Orleans – serie TV, episodi 5x15-5x16 (2019)

## Doppiatori italiani
Nelle versioni in italiano delle opere in cui ha recitato, Joseph Gatt è stato doppiato da:
- Loris Loddi in Banshee - La città del male
- Sacha De Toni in The 100
- Domenico Strati in Z Nation
- Franco Mannella in Dumbo
- Stefano Thermes in NCIS: New Orleans